# 长叶矮锦鸡儿
长叶矮锦鸡儿（学名：Caragana pygmaea f. longifolia）为豆科锦鸡儿属下的一个变型。

## 扩展阅读
- 維基物種上的相關：长叶矮锦鸡儿